# Friedrich von Adelung
Friedrich von Adelung, född den 25 februari 1768 i Stettin, död den 18 januari 1843, var en tysk språk- och hävdaforskare, brorson till Johann Christoph Adelung.
von Adelung studerade i Leipzig, företog därefter under flera år arkivforskningar i Rom och bosatte sig slutligen i Sankt Petersburg, där han 1824 blev direktör för orientaliska institutet samt 1825 president för vetenskapsakademien. Han utgav åtskilliga skrifter av lingvistiskt och arkeologiskt innehåll, Bibliotheca sanscrita (Petersburg 1837) och Uebersicht aller bekannten Sprachen und ihrer Dialekte (Petersburg 1820) med flera, samt författade även flera arbeten om de utländska källorna till Rysslands historia.